# Thomas Reibey

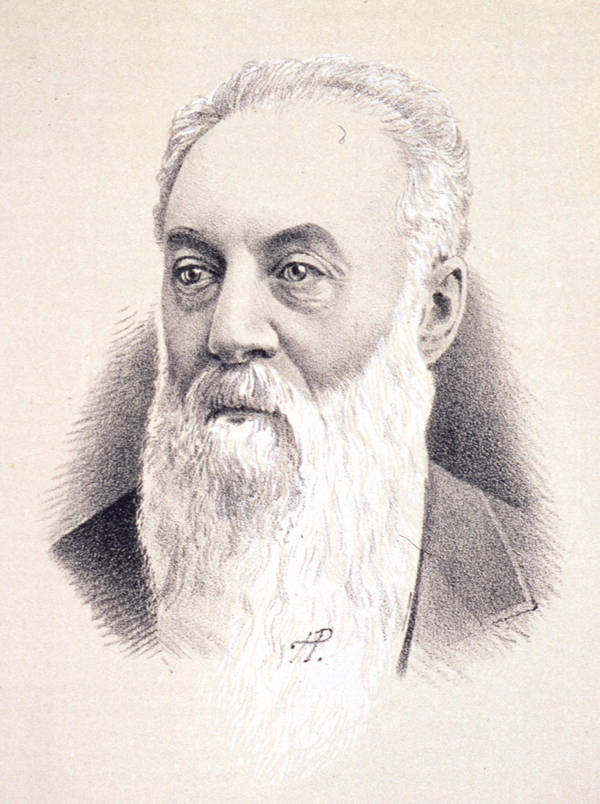
Thomas Reibey (1887)

Thomas Reibey (* 24. September 1821 in Hadspen, Van-Diemens-Land, heute: Tasmanien; † 10. Februar 1912 ebenda) war ein australischer Geistlicher der Anglican Church of Australia und Politiker, der unter anderem zwischen 1876 und 1877 Premierminister von Tasmanien war.

## Leben
Thomas Reibey war der Sohn von Thomas Haydock Reibey (1796–1842) und Richarda Allen (1798–1888) sowie ein Enkel der Unternehmerin Mary Reibey (1777–1855). Er absolvierte ein Studium am Trinity College der University of Oxford, welches er mit einem Master of Arts (M.A.) beendete. Anschließend kehrte er nach Tasmanien zurück und wurde 1843 von Francis Nixon, dem ersten Bischof der Anglikanischen Kirche in Tasmanien, zum Priester geweiht. Er war einige Jahre Rektor der Holy Trinity Church in Launceston und anschließend Rektor von Carrick, wo er eine Kirche erbaute und teilweise stiftete. 1858 wurde er Archidiakon von Launceston und bekleidete dieses Amt bis 1870. 1862 schlug er der Regierung von Tasmanien vor, eine Schule für die auf den Chappell-Inseln und Badger Island lebenden sechsundsechzig Kinder einzurichten, was durch die Lehrerin und Geschäftsfrau Lucy Beeton vorgenommen wurde.
Am 18. Mai 1874 wurde Reibey Mitglied des Tasmanian House of Assembly und vertrat in diesem bis April 1903 den Wahlkreis „Westbury“. Nachdem er zwischen August 1875 und Juli 1876 erstmals Oppositionsführer im House of Assembly war, übernahm er am 20. Juli 1876 von Alfred Kennerley den Posten als Premierminister von Tasmanien und bekleidete dieses Amt bis zu seiner Ablösung durch Philip Fysh am 9. August 1877, der daraufhin seine erste Regierung bildete. Im Anschluss fungierte er zwischen September 1877 und Dezember 1878 sowie abermals von Juli 1885 bis August 1886 als Oppositionsführer im House of Assembly.
Am 12. Juli 1887 übernahm Thomas Reibey als Nachfolger von Alfred Dobson das Amt als Speaker of the Tasmanian House of Assembly und behielt den Posten des Präsidenten dieser Parlamentskammer bis zu seiner Ablösung durch Nicholas John Brown am 30. April 1891. Zuletzt war er zwischen Mai und Oktober 1901 noch einmal Oppositionsführer im House of Assembly.
Reibey war mit Catherine Macdonald Kyle verheiratet und Eigentümer von Entally House, einem 1819 gebauten, denkmalgeschützten Gebäude in Hadspen, sowie von „The Oaks“ in Westbury.

## Hintergrundliteratur
- A Full Report of the Great Libel Case. Reiby v. Blomfield, Launceston 1870
- K. R. von Stieglitz: Entally 1821. Pageant of a Pioneer Family 1792–1912, Hobart 1950
- F. C. Green (Herausgeber): A Century of Responsible Government 1856–1956, Hobart 1956